# Vassle
Vassle eller vassla är den klara vätskan som avskiljs från mjölkens fasta delar vid osttillverkning. Vasslen består av vatten, vattenlösliga proteiner, mjölksocker (laktos) samt en del mineraler och vitaminer.
När löpe enzymatiskt spjälkar det fettlösliga proteinet kasein innesluts mjölkfettet. Det som då blir kvar av mjölken kallas vassle. Det mesta av mjölken består av vatten, och därför utgörs nästan allt innehåll i vasslen av vatten, men där finns även vattenlösliga ämnen som mjölksocker och mjölksyra. 
När man gör hemlagad färskost av filmjölk som värms upp och sedan filtreras, är det vasslen som rinner av. Den kan man med fördel använda som degvätska vid brödbak.
Även vid tillverkning av skyr avskiljs vasslen, och den lätt syrnade vasslen (mysa) säljs i mataffärer på Island. Den används som en förfriskande dryck eller vid kokning av fisk och kött, ungefär utbytbar med vitt vin.
Vassle kan användas som djurfoder till allätande djur. I indunstad form kan vassle finnas i t.ex. hundmat. Det vanligaste användningsområdet är dock till grisar som en delkomponent i blötfoderutfodring.
Vassleproteinets sammansättning skiljer sig från mjölkprotein. Det används i proteinpulver som används som kosttillskott, bland annat av kroppsbyggare. 

## Mese

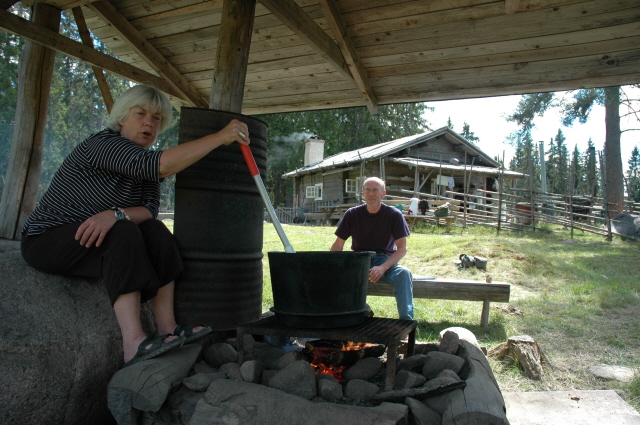
Getmesekok på Ransbysätern.

Vasslen kan kokas in till mese, dels den på komjölk som mest används till beredning av messmör och dels den ursprungliga getmesen. Traditionen är begränsad till den skandinaviska halvön och då främst Jämtland, Härjedalen och Tröndelag i Norge.
Getmese är gjord på getvassle som är en restprodukt av ystningen till getost. Mesen har en ungefärlig fetthalt på 3 %. Getmesen formas antingen till stora block eller rörs lagom mjuk och fylls i askar till en bredbar variant. Färgen kan variera från ljust gulbrun till mörkt kolabrun och beror på koktidens längd. Ju kortare koktid, desto ljusare mese.
Vid tillverkning av messmör och mesost indunstas (kokas) vassle, mjölk och evt. grädde ihop.